# Gose (Nara)
Gose (japanisch 御所市 shi) ist eine Stadt in der Präfektur Nara in Japan.

## Geographie
Gose liegt südlich von Nara und nördlich von Gojō.

## Geschichte
Die Stadt Gose wurde am 31. März 1958 aus der ehemaligen Gemeinde Gose und drei anderen Städten gegründet.

## Verkehr
- Straße
  - Nationalstraße 24: nach Kyōto und Wakayama
  - Nationalstraße 168, 309
- Zug
  - JR Wakayama-Linie
  - Kintetsu Gose-Linie
  - Kintetsu Yoshino-Linie

## Angrenzende Städte und Gemeinden
- Präfektur Nara
  - Yamatotakada
  - Kashihara
  - Gojō
  - Katsuragi
  - Takatori
  - Ōyodo
- Präfektur Osaka
  - Chihayaakasaka